# Gotham Independent Film Awards 2013
La 23ª edizione dei Gotham Independent Film Awards si è svolta il 2 dicembre 2013 al Cipriani Wall Street di New York ed è stata presentata da Nick Kroll.
Le candidature sono state annunciate il 24 ottobre 2013.

## Vincitori e candidati
I vincitori sono indicati in grassetto, a seguire gli altri candidati.

### Miglior film
- A proposito di Davis (Inside Llewyn Davis), regia di Joel ed Ethan Coen
- 12 anni schiavo (12 Years a Slave), regia di Steve McQueen
- Upstream Color, regia di Shane Carruth
- Before Midnight, regia di Richard Linklater
- Senza santi in paradiso (Ain't Them Bodies Saints), regia di David Lowery

### Miglior documentario
- L'atto di uccidere (The Act of Killing), regia di Joshua Oppenheimer e Signe Byrge Sørensen
- The Crash Reel, regia di Lucy Walker
- First Cousin Once Removed, regia di Alan Berliner
- Let the Fire Burn, regia di Jason Osder
- Our Nixon, regia di Penny Lane

### Miglior attore
- Matthew McConaughey - Dallas Buyers Club
- Chiwetel Ejiofor - 12 anni schiavo (12 Years a Slave)
- Oscar Isaac - A proposito di Davis (Inside Llewyn Davis)
- Robert Redford - All Is Lost - Tutto è perduto (All Is Lost)
- Isaiah Washington - Blue Caprice

### Miglior attrice
- Brie Larson - Short Term 12
- Cate Blanchett - Blue Jasmine
- Scarlett Johansson - Don Jon
- Amy Seimetz - Upstream Color
- Shailene Woodley - The Spectacular Now

### Miglior regista emergente
- Ryan Coogler - Prossima fermata Fruitvale Station (Fruitvale Station)
- Adam Leon - Gimme the Loot
- Alexandre Moors - Blue Caprice
- Stacie Passon - Concussion
- Amy Seimetz - Sun Don't Shine

### Miglior interprete emergente
- Michael B. Jordan - Prossima fermata Fruitvale Station (Fruitvale Station)
- Dane DeHaan - Giovani ribelli - Kill Your Darlings (Kill Your Darlings)
- Kathryn Hahn - Afternoon Delight
- Lupita Nyong'o - 12 anni schiavo (12 Years a Slave)
- Robin Weigert - Concussion

### Premio del pubblico
- Jake Shimabukuro: Life on Four Strings, regia di Tadashi Nakamura
- 12 anni schiavo (12 Years a Slave), regia di Steve McQueen
- Best Kept Secret, regia di Samantha Buck
- Don't Stop Believin': Everyman's Journey, regia di Ramona S. Díaz
- Prossima fermata Fruitvale Station (Fruitvale Station), regia di Ryan Coogler

### Spotlight on Women Filmmakers "Live the Dream" Grant
- Gita Pullapilly - Beneath the Harvest Sky
- Afia Nathaniel - Dukhtar
- Deb Shoval - AWOL

### Premio alla carriera
- James Gandolfini
- Richard Linklater
- Katherine Oliver
- Forest Whitaker